# Ryusei Yokohama

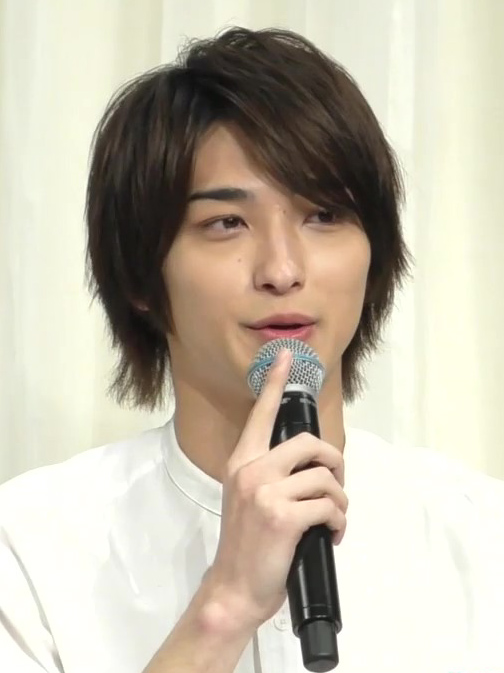
Ryusei Yokohama nel 2019

Ryusei Yokohama (Yokohama, 16 settembre 1996) è un attore e modello giapponese. È meglio conosciuto per aver interpretato Yuri Kyohei, dai caratteristici capelli rosa, nella commedia romantica drammatica del 2019 A Story to Read When You First Fall in Love, così come di Hikari Nonomura (ToQ 4gou) nella serie TV Super Sentai del 2014 Ressha Sentai ToQger.

## Biografia
È nato il 16 settembre 1996 a Yokohama, nella prefettura di Kanagawa.
Nel marzo 2015, Yokohama si è diplomata a un corso per modellisti maschili.

## Carriera
Quando era in prima media, Yokohama è stato scoperto da un talent scout mentre era con la sua famiglia durante il suo primo viaggio nel quartiere alla moda di Harajuku, a Tokyo. Attualmente lavora sotto la Stardust Promotion. Era un ex membro del gruppo di talenti maschili Ebidan, un gruppo prodotto anche dalla Stardust Promotion.
La prima apparizione di Yokohama è stata in uno spot pubblicitario per l'Eiko Seminar. Ha lavorato come modello maschile per la rivista di moda Nikopuchi attraverso un'audizione pubblica. Yokohama fu votata come numero 1 a Menmo. Nello stesso anno debutta in Kamen Rider Fourze. Nel 2013, Yokohama ha fatto apparizioni regolari nel dramma Real Onigokko The Origin.
Nel febbraio 2014, è apparso in Ressha Sentai ToQger come Hikari/ToQ 4gou.
L'abilità speciale di Yokohama è il karate Kyokushin. Nel 2011 ha vinto il 7° Torneo Internazionale di Karate Giovanile per ragazzi di età compresa tra 13 e 14 anni nella divisione sotto i 55 kg.

## Filmografia

### Cinema
- Wolf Girl and Black Prince, regia di Ryūichi Hiroki (2016)
- Aiuta: My Promise to Nakuhito, regia di Yasuhiro Kawamura (2019)
- L-DK: Two Loves, Under One Roof, regia di Yasuhiro Kawamura (2019)
- Go Away, Ultramarine, regia di Akina Yanagi (2019)
- Your Eyes Tell, regia di Takahiro Miki (2020)
- Your Turn to Kill: The Movie, regia di Noriyoshi Sakuma (2021)
- DIVOC-12, regia di Michihito Fujii, Miyuki Fukuda, Hirokawa Hayashida (2021)
- Usogui: Lie Eater, regia di Nakata Hideo (2022)
- Wandering, regia di Sang-il Lee (2022)
- Akira and Akira, regia di Takahiro Miki (2022)
- The Lines That Define Me, regia di Norihiro Koizumi (2022)
- Village, regia di Michihito Fujii (2023)
- One Last Bloom, regia di Takahisa Zeze (2023)
- The Parades, regia di Michihito Fuji (2024)
- Faceless, regia di Michihito Fuji (2024)
- National Treasure, regia di Lee Sang Il (2025)
- Unreachable, regia di Nobuhiro Doi (2025)

### Televisione
- A Story to Read When You First Fall in Love - serie TV, (2019)
- Your Turn to Kill - serie TV, (2019)
- Marigold in 4 Minutes - serie TV, (2019)
- Panda Judges the World - serie TV, (2020)
- Cursed in Love - serie TV, (2020)
- Why I Dress Up for Love - serie TV, (2021)
- The Journalist - serie TV, (2022)
- DCU: Deep Crime Unit - serie TV, (2022)
- Informa - serie TV, (2023)
- Unbound - serie TV, (2025)

### Teatro
- 2013 - Moonlight Rambler
- 2013 - Clock Zero: Final 1-second- A live Moment
- 2015 - Samurai Shiroitora -Mononofu Shirokitora
- 2015 - Super Danganronpa 2: Goodbye Academy of Despair: The Stage
- 2016 - Dark Hunter
- 2017 - Biohazard the Experience
- 2017 - A Moment to Remember (Reading drama)

## Riconoscimenti
- 12th Tokyo Drama Awards
  - 2019 - Miglior attore non protagonista per A Story to Read When You First Fall in Love[14]

- 100th The Television Drama Academy Awards
  - 2019 - Miglior attore non protagonista per A Story to Read When You First Fall in Love[15]

- TVstation Drama Award 2019
  - 2019 - Miglior attore non protagonista per A Story to Read When You First Fall in Love[16]

- 29th TV LIFE Drama Award 2019
  - 2019 - Esordiente dell'anno per A Story to Read When You First Fall in Love[17]

- Nikkei Trendy - Person of the year 2019
  - 2019[18]

- GQ JAPAN - Men of the Year 2019
  - 2019 - Attore di nuova generazione dell'anno[19]

- 32nd DIME Trend Award
  - 2019 - Premio per il miglior personaggio[20]

- Yahoo! Search Award 2019
  - 2019 - Grand Prize / Actor Grand Prize

- 43rd Japan Academy Film Prize
  - 2020 - Esordiente dell'anno per Aiuta: My Promise to Nakuhito, Cheer Boys!! e Go Away, Ultramarine[21]

- 44th Elan d'or Awards
  - 2020 - Esordiente dell'anno

- Seoul International Drama Awards
  - 2020 - Asian Star Prize per Your Turn to Kill

- ELLE Cinema Award 2020
  - 2020 - ELLE Men Award per Your Eyes Tell[22]

- Line News Awards 2020
  - 2020 - The topic person - Actor

- 47th Hochi Film Awards
  - 2022 - Miglior attore non protagonista per Wandering

- 48th Hochi Film Awards
  - 2023 - Miglior attore per The Village e One Last Bloom

- 49th Hochi Film Awards
  - 2024 - Miglior attore per Faceless

- 79th Mainichi Film Awards
  - 2025 - Migliore prestazione da protagonista per Faceless

- 48th Japan Academy Film Prize
  - Miglior attore per Faceless